# Fylkesvej
En fylkesvej er en norsk vejtype, der administreres af fylkerne, der svarer til de tidligere danske amter.
| Veje og vejanlæg | Spire Denne artikel om veje eller vejanlæg er en spire som bør udbygges. Du er velkommen til at hjælpe Wikipedia ved at udvide den. |